# Кханна, Винод
Винод Кханна (хинди विनोद खन्ना, англ. Vinod Khanna; 6 октября 1946, Пешавар — 27 апреля 2017, Мумбаи) — индийский актёр, продюсер и политик. С 1968 по 2014 год снялся в около 140 фильмах на языке хинди. Лауреат Filmfare Award за лучшую мужскую роль второго плана. Занимал пост младшего министра культуры и туризма, а также государственного министра иностранных дел.

## Биография
Винод Кханна родился 6 октября 1946 года в Пешаваре, Британская Индия (ныне территория провинции Хайбер-Пахтунхва, Пакистан). Его отец Кишанчанд Кханна занимался торговлей текстилем, мать Камла вела хозяйство. В семье было ещё три дочери и сын. Вскоре после его рождения произошёл Раздел Индии, и семья переехала в Бомбей.
До второго класса учился в школе Королевы Марии, а затем перешёл в школу Святого Хавьера. В 1957 году, когда он учился в 6 классе, семья переехала в Дели, и он продолжил учёбу в Делийской народной школе. В 1960 году семья опять вернулась в Бомбей, и он доучивался уже в Девлали недалеко от Насика, в школе-интернате Лорда Баннера, где в своё время обучался Дилип Кумар.
Окончил Суденхамский коммерческий колледж. В колледже он познакомился с Гитанжали Талеярхан, своей будущей женой. Они поженились в 1971 году. В следующем году у пары появился сын Рахул, а ещё через три года — Акшай. Оба в настоящее время актёры.
В 1979 году Кханна стал приверженцем Ошо. В 1982 он оставил семью и уехал в Раджнишпурам, штат Орегон (коммуну Ошо в США). Там Винод провёл пять лет, занимаясь садом, моя посуду и чистя одежду. Со своей семьёй в это время он общался только по телефону. В итоге это привело его к разводу в 1985 году.
После возвращения в Индию 15 мая 1990 Винод женился второй раз на Кавите Дафтари, дочери промышленницы Сараи Дафтари. У них родились сын Сакши (1991) и дочь Шрадха (1995).
Актёр скончался от рака 27 апреля 2017 года в Мумбаи.

## Карьера
Заметив его на одной из студенческих вечеринок, режиссёр Сунил Датт пригласил Винода на пробы и дал роль злодея в Man Ka Meet. По иронии судьбы, фильм, разработанный в качестве стартовой площадки для брата Сунила — Сома Датта, сделал звездами героиню Лину Чандарваркар и злодея Винода Кханну. После дебюта на актёра со всех сторон посыпались предложения — только за одну неделю их поступило около 15-ти.
Как отрицательный персонаж Винод наиболее запомнился в роли разбойника в фильме «Моя деревня — моя страна» (1971). Щеголяя огромной чёрной тилакой, мятыми дхоти и налитыми кровью глазами, Винод стал достойным противником герою Дхармендры. Как злодей, чьё красивое лицо скрывало скверные помыслы и поступки, он был хорошо принят зрителями. Но мало кто из продюсеров был согласен дать ему главную роль в фильме. Оставалось лишь быть в паре с начинающими актрисами вроде Бинду в Nateeja (1969) или Бхарти в «Ты, я и он» (1971). Или быть третьим лишним в любовном треугольнике, как в «Приходи на свидание» (1970) и «Двое безумно влюбленных» (1972), где всё, что от него требовалось — улыбнуться и блеснуть харизмой.
Неудовлетворённый пусть и востребованным образом мужчины-подлеца, Винод хотел большего. Начинающий режиссёр Гулзар обеспечил ему столь необходимую смену амплуа, дав роль уличного головореза в фильме «Ищу тебя» (1971). Зрители смогли насладиться поединком между Винодом и Шатругханом Синха в качестве лидеров соперничающих уличных банд. Герой Винода сочетал в себе стойкость с чувствительностью (по сюжету его увлекла и бросила девушка). Этот фильм стал его первым шагом к ролям героев.
Его соло-дебют в качестве главного героя состоялся в 1971 году в фильме «Ты, я и он». Лишённый песен «Майор» (1973) Гулзара, последовавший вскоре, был хорошо принят критиками и публикой, хотя здесь он играл мужчину, убивающего свою неверную жену. Фильм был основан на реальной истории Каваса Нанавати. Однако выработанный для роли в «Майоре» образ сердитого молодого человека Кханна сохранил даже в ролях романтической направленности, как в фильмах «Экзамен» и «Ловкость рук» (1974).
В середине 1970-х произошёл стремительный взлёт его карьеры. Вместе с Амитабхом Баччаном он сформировал весьма успешную команду. Два героя вместе выпустили пять хитов «Сердцеед» (1976), «Цена дружбы» (1977), «Амар, Акбар, Антони» (1977), «Воспитание» (1977) и «Владыка судьбы» (1978). Их шутки и проказы в этих фильмах обеспечили им высокую долю развлекательности. А после успеха «Похищения ребенка» (1977) Раджа Сиппи Винод даже рассматривался как соперник Амитабха в борьбе за первенство в Болливуде.
Помимо нацеленных на коммерческий успех, актёр также брался за авантюрные неординарные роли. Винод собрал восторженные отзывы за зрелое и многогранное исполнение роли подозреваемого в убийстве в малобюджетном «Доверие» (1976). Его любовные сцены с Шабаной Азми считались смелыми для того времени и вызвали ажиотаж. В «Мире» (1979) Гулзара актёр исполнил роль по сути порядочного человека, который не смог смириться с преданностью своей жены Миры силе большей, чем он сам.
Между 1973 и 1982 годом, Кханна играл ведущие роли в ряде картин совместно с другими популярными актерами того времени. В 1980 он сыграл в «Друзьях навек» (1980) Фероза Хана, который стал самым кассовым фильмом того года. В «Шанкар и Шамбху» (1976), «Воре и солдате» (1979) и Ek Aur Ek Gyarah (1981) Кханна появился вместе с Шаши Капуром. В «Ловкости рук» (1974) и «Последнем разбойнике» (1978) он играл с Рандхиром Капуром. У него также были второстепенные роли в «Испытании любви» (1975), «Обратной стороне любви» (1981) и «Раджпуте» (1982), где главную роль играл Раджеш Кханна.
Но даже успех «Внебрачного сына», выигравшего Filmfare Award за лучший фильм года, не смог развеять сомнения актёра в ценности мирской славы. В 1979 Кханна стал последователем духовного учителя Ошо и оставил киноиндустрию в 1982 на пять лет. В 1987 году он вернулся в Болливуд с Insaaf, где сыграл вместе с Димпл Кападией.
Винод Кханна снова стал одним из знаковых имён. Он снимался в фильмах таких режиссёров, как Дж. П. Дутта («Раздел» (1989) и «Оруженосец» (1993)), Яш Чопра («Чандни» (1989) и «Неписаный закон» (1992)), Мукул Ананд («Великая битва» (1990) и Khoon Ka Karz (1991)). Но провал «Добродушного» (1988) и череда однотипных боевиков вроде «Императора судьбы» (1990) и «Инспектора розыска» (1990) приглушили блеск его звездной славы в 1990-х.
В 1997 году он был продюсером «Воина Гималай», в котором также сыграл вместе со своим сыном Акшаем Кханна. В том же году он вступил Индийскую народную партию и занялся политикой. После этого он сыграл второстепенные роли в нескольких фильмах: «Одержимые любовью» (2001), «В плену у наксалитов» (2009), «Особо опасен» (2009) и «Бесстрашный» (2010).

### Политическая карьера
В 1997 году вступил в Индийскую народную партию и в следующем году был избран членом Лок сабхи. В июле 2002 года стал младшим министром культуры и туризма. Шесть месяцев спустя он был переведен на должность министра иностранных дел. В 2004 году одержал победу на выборах от округа Гурдаспур. Тем не менее он проиграл при подсчете голосов в 2009, после чего закончил заниматься политикой.

## Частичная фильмография
| Год  |   | Русское название        | Оригинальное название       | Роль                                      |
| ---- | - | ----------------------- | --------------------------- | ----------------------------------------- |
| 1968 | ф |                         | Man Ka Meet                 |                                           |
| 1969 | ф |                         | Nateeja                     |                                           |
| 1970 | ф | Опасное сходство        | Sachaa Jhutha               | Инспектор Прадхан                         |
| 1970 | ф | Приходи на свидание     | Aan Milo Sajna              | Анил Чоудхари                             |
| 1970 | ф |                         | Mastana                     | инспектор полиции Прасад                  |
| 1970 | ф |                         | Purab Aur Paschim           | Gopi's groom                              |
| 1971 | ф | Моя родина              | Mera Gaon Mera Desh         | Джаббар Сингх                             |
| 1971 | ф | Решма и Шера            | Reshma Aur Shera            | Виджай Сингх                              |
| 1971 | ф |                         | Elaan                       | Ram Singh                                 |
| 1971 | ф |                         | Hungama                     | Preetam                                   |
| 1971 | ф |                         | Rakhwala                    | Shyam                                     |
| 1971 | ф |                         | Preetam                     | Anil Thakur                               |
| 1971 | ф |                         | Jaane-Anjaane               | Police Inspector Hemant                   |
| 1971 | ф |                         | Memsaab                     | Arjun                                     |
| 1971 | ф | Ты, я и он              | Hum Tum Aur Woh             | Виджай                                    |
| 1971 | ф | Ищу тебя                | Mere Apne                   | Шьям                                      |
| 1972 | ф | Гувернер                | Parichay                    | Амит                                      |
| 1972 | ф | Двое безумно влюбленных | Ek Hasina Do Diwane         | Prakash                                   |
| 1973 | ф |                         | Kuchhe Dhaage               | тхакур Лакхан Сингх                       |
| 1973 | ф | Майор                   | Achanak                     | майор Ранджит Кханна                      |
| 1973 | ф |                         | Aarop                       | Subhash                                   |
| 1973 | ф |                         | Anokhi Ada                  | Gopal                                     |
| 1973 | ф |                         | Gaddaar                     | Inspector Raj Kumar 'Raja'                |
| 1974 | ф | Ловкость рук            | Haath Ki Safai              | Шанкар Кумар                              |
| 1974 | ф | Экзамен                 | Imtihan                     | Pramod Sharma                             |
| 1976 | ф | Испытание любви         | Prem Kahani                 | Шер Хан                                   |
| 1976 | ф | Сердцеед                | Hera Pheri                  | Аджай                                     |
| 1976 | ф | Шанкар и Шамбху         | Shankar Shambhu             | Паппу Сингх / Шамбху «Чхоте Тхакур» Сингх |
| 1976 | ф | Доверие                 | Shaque                      | Винод Джоши                               |
| 1977 | ф | Воспитание              | Parvarish                   | Кишан                                     |
| 1977 | ф | Амар, Акбар, Антони     | Amar Akbar Anthony          | индуист Амар                              |
| 1977 | ф | Цена дружбы             | Khoon Pasina                | Аслам Шер Хан / Шера                      |
| 1977 | ф | Похищение ребенка       | Inkaar                      | офицер Амарнат «Амар» Гилл                |
| 1978 | ф | Внебрачный сын          | Main Tulsi Tere Aangan Ki   | Аджай Чаухан                              |
| 1978 | ф | Владыка судьбы          | Muqaddar Ka Sikandar        | Вишал Ананд                               |
| 1979 | ф | Вор и солдат            | Chor Sipahee                | Раджа Дада / Раджа Кханна                 |
| 1979 | ф | Мира                    | Meera                       | Рана Бходжрадж Сесодия                    |
| 1980 | ф |                         | The Burning Train           | Винод Верма                               |
| 1980 | ф | Друзья навеки           | Qurbani                     | Амар                                      |
| 1981 | ф | Обратная сторона любви  | Kudrat                      | Доктор Нареш Гупта                        |
| 1982 | ф | Раджпут                 | Rajput                      | Бхану                                     |
| 1988 | ф | Добродушный             | Dayavan                     | Шакти Веллу / Дайяван                     |
| 1989 | ф | Чандни                  | Chandni                     | Лалит Кханна                              |
| 1989 | ф | Раздел                  | Batwara                     | Викрам Сингх                              |
| 1989 | ф |                         | Suryaa: An Awakening        | Suraj Singh                               |
| 1990 | ф |                         | Mahaadev                    | Arjun Singh                               |
| 1990 | ф | Император судьбы        | Muqaddar Ka Badshaah        | Нареш                                     |
| 1990 | ф | Инспектор розыска       | CID                         | инспектор полиции Вир Сехгал              |
| 1990 | ф | Великая битва           | Maha-Sangram                | Вишал                                     |
| 1992 | ф | Неписаный закон         | Parampara                   | Тхакур Притхви Сингх                      |
| 1992 | ф | Решение                 | Nishchaiy                   | Рави Ядав                                 |
| 1993 | ф | Оруженосец              | Kshatriya                   | Раджа Джасвант Сингх                      |
| 1995 | ф |                         | Janam Kundli                | Randhir 'Junior' Mehra                    |
| 1996 | ф |                         | Muqadama                    | Captain Ajit Singh                        |
| 1997 | ф |                         | Dus (не завершён)           | General                                   |
| 1997 | ф |                         | Dhaal                       | Inspector Varun Saxena                    |
| 1997 | ф | Воин Гималай            | Himalay Putra               | Сурадж Кханна                             |
| 2001 | ф | Одержимые любовью       | Deewaanapan                 | Ранвир Чоудхари                           |
| 2002 | ф | Горячее сердце          | Kranti                      | Авадеш Пратап Сингх                       |
| 2005 | ф |                         | Leela                       | Нашаад                                    |
| 2005 | ф |                         | Pehchaan: The Face of Truth | адвокат                                   |
| 2007 | ф |                         | Risk                        | Кхалид Бин Замал                          |
| 2009 | ф | Особо опасен            | Wanted                      | офицер в отставке Шрикант Шекхават        |
| 2010 | ф | Бесстрашный             | Dabangg                     | Праджапати Панди                          |
| 2010 | ф | В плену у наксалитов    | Red Alert: The War Within   | Кришнарадж                                |
| 2012 | ф | Бесстрашный 2           | Dabangg 2                   | Праджапати Панди                          |
| 2012 | ф | Игроки                  | Players                     | Виктор Браганза                           |
| 2013 | ф |                         | Ramaiya Vastavaiya          | станционный смотритель                    |
| 2014 | ф |                         | Koyelaanchal                | Сарью Бхан Сингх                          |
| 2015 | ф |                         | Chooriyan                   | Бесант Сингх                              |
| 2015 | ф | Влюблённые              | Dilwale                     | Рандхир Бакши                             |
| 2017 | ф |                         | Ek Thi Rani Aisi Bhi        | Дживаджи Рао                              |

## Награды и номинации
- 1975 — Filmfare Award за лучшую мужскую роль второго плана — «Ловкость рук»[англ.]
- 1977 — номинация Filmfare Award за лучшую мужскую роль второго плана — «Сердцеед»[англ.]
- 1979 — номинация Filmfare Award за лучшую мужскую роль второго плана — «Владыка судьбы»[англ.]
- 1981 — номинация Filmfare Award за лучшую мужскую роль — «Друзья навек»[англ.]
- 1999 — Filmfare Award за вклад в кинематографию
- 2005 — Stardust Awards — Role Model for the Year[17]
- 2007 — Zee Cine Award за пожизненные достижения